# Широкопруги мунгос
Широкопруги мунгос (лат. Galidictis fasciata) је врста сисара из породице мадагаскарских звери или мадагаскарских мунгоса (Eupleridae).

## Распрострањење
Ареал врсте је ограничен на Мадагаскар.

## Станиште
Станиште врсте су шуме. 

## Угроженост
Ова врста је на нижем степену опасности од изумирања, и сматра се скоро угроженим таксоном.